# 오연수
오연수(1971년 10월 27일 ~ )는 대한민국의 배우이다.

## 학력
- 서울여의도초등학교 (졸업)
- 여의도중학교 (졸업)
- 안양영화예술고등학교 연극영화과 (졸업)
- 단국대학교 연극영화학과 (중퇴)

## 연기 활동

### 드라마
- 1990년 MBC 《춤추는 가얏고》 ... 무희 역
- 1990년 MBC 《나의 어머니》 ... 인영 역
- 1991년 MBC 《천사에게 날개를》 ... 미우 역
- 1991년 MBC 《춘사 나운규》
- 1991년 MBC 《MBC 베스트극장 - 달》
- 1991년 MBC 《산너머 저쪽》 ... 은경 역
- 1991년 MBC 《여명의 눈동자》 ... 이봉순 역
- 1992년 MBC 《두 자매》...진난영 역
- 1992년 MBC 《두 여자》 ... 젊은 오혜정 역
- 1992년 MBC 《MBC 베스트극장 - 남자만 셋》
- 1992년 MBC 《아들과 딸》 ... 강성자 역
- 1993년 KBS2 《일요일은 참으세요》 ... 하진영 역
- 1993년 MBC 《제3공화국》 ... 김호남 역
- 1994년 KBS2 《남자는 외로워》 ... 부당실 역
- 1994년 KBS2 《드라마게임 - 내가 만약 사랑에 빠진다면》
- 1995년 MBC 《전쟁과 사랑》 ... 양선옥 역
- 1996년 SBS 《사랑의 이름으로》 ... 강혜원 역
- 1996년 SBS 《만강》 ... 보옥 역
- 1996년 SBS 《엄마의 깃발》 ... 윤희 역
- 1997년 SBS 《70분드라마 - 사랑한 후에》 ... 희서 역
- 1997년 MBC 《복수혈전》 ... 이민정 역
- 1998년 SBS 《삼김시대》 ... 차용애 역
- 1998년 MBC 《적과의 동거》 ... 미경 역
- 1998년 MBC 《내일을 향해 쏴라》 ... 고은비 역
- 1998년 MBC 《사랑과 성공》 ... 김인애 역
- 1999년 SBS 《맛을 보여드립니다》 ... 이영남 역
- 2001년 MBC 《결혼의 법칙》 ... 고금새 역
- 2002년 KBS2 《거침없는 사랑》 ... 서경주 역
- 2003년 MBC 《눈사람》 ... 서연정 역
- 2004년 KBS2 《두번째 프러포즈》 ... 장미영 역
- 2005년 KBS2 《슬픔이여 안녕》 ... 박여진 역
- 2006년 MBC 《주몽》 ... 유화부인 역
- 2008년 MBC 《달콤한 인생》 ... 윤혜진 역
- 2009년 KBS2 《공주가 돌아왔다》 ... 차도경 역
- 2010년 SBS 《나쁜 남자》 ... 홍태라 역
- 2011년 MBC 《계백》 ... 사택비 역
- 2013년 KBS2 《아이리스 2》 ... 최민 역
- 2014년 MBC 《트라이앵글》 ... 황신혜 역[1]
- 2017년 tvN 《크리미널 마인드》 ... 서혜원 역 (특별출연)
- 2022년 tvN 《군검사 도베르만》 ... 노화영 역
- 2024년 MBC 《이토록 친밀한 배신자》 … 윤지수 역

### 영화
- 1992년 《장군의 아들 3》 ... 장은실 역
- 1992년 《아래층 여자와 윗층 남자》 ... 유영희 역
- 1994년 《게임의 법칙》 ... 태숙 역
- 1995년 《피아노가 있는 겨울》 ... 혜진 역
- 1997년 《불새》 ... 미란 역
- 1998년 《기막힌 사내들》 ... 화이 역
- 2013년 《남쪽으로 튀어》 ... 안봉희 역
- 2013년 《아이리스 2: 더 무비》 ... 최민 역
- 2014년 《타짜: 신의 손》 ... 전망대 여인 역 (특별출연)

## 방송
- 1996년 KBS1 《TV는 사랑을 싣고》 90회 ... 게스트
- 2009년 MBC 《세바퀴》 22회 ... 게스트
- 2011년 SBS 《힐링캠프》 20회 ... 게스트
- 2011년 SBS 《일요일이 좋다 - 런닝맨》 71회 ... 게스트
- 2012년 MBC 《휴먼다큐 사랑 - 우리 엄마 본동댁》 ... 내레이션
- 2017년 SBS  《미운 우리 새끼》 ... 게스트
- 2018년 tvN 《인생술집》 80회, 81회 ... 게스트
- 2021년 SBS 《워맨스가 필요해》 - 고정출연
- 2023년 SBS 《동상이몽2 - 너는 내 운명》 - 게스트출연
- 2024년 SBS 《미운 우리 새끼》 - 스페셜MC

## CF
- 1988년 롯데웰푸드 가나초콜릿300
- 1989년 에바스화장품 밀크샴바드
- 1989년 롯데웰푸드 카페크래커
- 1990년 한국코카콜라 암바사
- 1990년 롯데웰푸드 생캔디 월드콘 베리굿 카스타드
- 1990년 에바스화장품 까마의 연인
- 1991년 롯데제과 후레쉬베리 파이동산 롯데조우커크랙카
- 1991년 에바스샴바드 아이리스
- 1992년 롯데제과 부케바
- 1992년 에바스화장품 엑시트UV화이트
- 1993년 ~ 1995년 대양 레스모아
- 1993년 해태htb 봉봉
- 1993년 해태htb 후레쉬100
- 1994년 해태htb 봉봉 - 기숙사 이야기 (박소현, 신은경, 전도연과 함께 출연)
- 1997년 유니레버코리아 썬실크멀티비
- 1997년 네슈라화장품 오뜨리 에르띠아레티놀 밸런스크림
- 1998년 아모레퍼시픽 메디덴트 토탈
- 1998년 삼성전자 손빨래세탁기 수중강타 파워드럼 삼성김치독다맛 쎈청소기먼지따로
- 1999년 아모레퍼시픽 메디덴트토탈치약
- 1999년 삼미모피 무스탕
- 2001년 동국제약 복합마데카솔
- 2001년 헨켈홈케어코리아 컴배트스피드
- 2001년 삼육식품 삼육 아기두유
- 2001년 롯데웰푸드 롯데 업그레이드몽쉘크림케익
- 2001년 하늘교육
- 2002년 헨켈홈케어코리아 컴베트제트
- 2002년 예신퍼슨스 maru
- 2002년 ~ 2003년 크로커다일레이디즈 crocodileladies
- 2003년 Hy 에이스
- 2003년 롯데웰푸드 구구크러스터
- 2003년 ~ 2005년 대웅제약 복합우루사
- 2005년 교보생명보험 무배당 New 교보다이렉트건강보험
- 2006년 교보생명보험 무배당 New 교보다이렉트내리사랑정기보험
- 2009년 제일모직 르베이지
- 2009년 이경민코스메스틱 비디비치PW스킨베일&컴팩트
- 2010년 스트리온
- 2010년 ~ 2013년 사노피아벤티스코리아 세노비스트리플러스코큐텐피쉬오일키즈츄어블오메가~3제품종합선물세트
- 2010년 LG생활건강 이자녹스테르비나 X2D2링클세럼3D
- 2012년 초록마을
- 2025년 종근당건강 관절연골엔 난각막NEM

## 수상 및 후보
| 연고 | 시상식                     | 부문                             | 작품                                       | 결과 |
| ---- | -------------------------- | -------------------------------- | ------------------------------------------ | ---- |
| 1990 | MBC 연기대상               | 여자 신인연기상                  | 춤추는 가얏고                              | 수상 |
| 1991 | 제27회 백상예술대상        | TV부문 여자 신인연기상           | 춤추는 가얏고                              | 수상 |
| 1992 | 제13회 청룡영화상          | 신인여우상                       | 장군의 아들 3                              | 수상 |
| 1993 | 제29회 백상예술대상        | 영화부문 여자 신인연기상         | 장군의 아들 3                              | 수상 |
| 1993 | KBS 연기대상               | 여자 우수연기상                  | 일요일은 참으세요                          | 수상 |
| 1994 | 제15회 청룡영화상          | 여우조연상                       | 게임의 법칙                                | 후보 |
| 1994 | KBS 연기대상               | 여자 인기상                      | 일요일은 참으세요                          | 후보 |
| 1998 | 제19회 청룡영화상          | 여우조연상                       | 기막힌 사내들                              | 후보 |
| 1998 | MBC 연기대상               | 여자 최우수연기상                | 적과의 동거, 내일을 향해 쏴라, 사랑과 성공 | 수상 |
| 2002 | KBS 연기대상               | 여자 우수연기상                  | 거침없는 사랑                              | 후보 |
| 2004 | KBS 연기대상               | 최우수 연기상                    | 두번째 프러포즈                            | 수상 |
| 2004 | KBS 연기대상               | 여자 네티즌상                    | 두번째 프러포즈                            | 후보 |
| 2004 | KBS 연기대상               | 베스트 커플상 (with 오지호)      | 두번째 프러포즈                            | 후보 |
| 2006 | MBC 연기대상               | 대하사극 부문 특별상             | 주몽                                       | 수상 |
| 2006 | MBC 연기대상               | 여자 최우수연기상                | 주몽                                       | 후보 |
| 2008 | MBC 연기대상               | 여자 최우수연기상                | 달콤한 인생                                | 후보 |
| 2008 | MBC 연기대상               | 베스트 커플상 (with 이동욱)      | 달콤한 인생                                | 후보 |
| 2009 | KBS 연기대상               | 여자 최우수연기상                | 공주가 돌아왔다                            | 후보 |
| 2010 | 제3회 스타일 아이콘 어워즈 | 패셔니스타부문                   | 빈칸                                       | 수상 |
| 2010 | SBS 연기대상               | 미니시리즈부문 여자 최우수연기상 | 나쁜 남자                                  | 후보 |